# Shafrira Goldwasser
Shafrira Goldwasser (ur. 1958 w Nowym Jorku) – amerykańska profesor informatyki i wykładowca do spraw bezpieczeństwa kryptograficznego w MIT oraz profesor nauk matematycznych w Instytucie Naukowym Weizmana w Izraelu.

## Życiorys
W roku 1979 uzyskała bakalaureat z matematyki na Carnegie Mellon University, w roku 1981 tytuł magistra i dwa lata później doktorat z informatyki na uniwersytecie w Berkeley. W tym samym roku podjęła pracę w MIT i w 1997 objęła tam nowo utworzoną katedrę bezpieczeństwa informatycznego. Jest również członkiem zespołu do badań nad sztuczną inteligencją w MIT.
Zakres badań Goldwasser obejmuje teorię złożoności, kryptografię i algorytmiczną teorię liczb. Jest współodkrywczynią tak zwanych dowodów z wiedzą zerową, które są jednym z podstawowych narzędzi do projektowania protokołów kryptograficznych. Jej prace z teorii złożoności dotyczą klasyfikacji problemów aproksymacji – pokazała między innymi, że pewne zagadnienia typu NP pozostają złożone nawet wtedy, gdy oczekuje się jedynie przybliżonego rozwiązania.
Za swe prace Shafrira Goldwasser została dwukrotnie uhonorowana Nagrodą Gödla w dziedzinie informatyki: po raz pierwszy w roku 1993 za rozwój interaktywnych systemów dowodzenia i ponownie w roku 2001 za badania dotyczące tej samej tematyki. Została również wyróżniona nagrodą Grace Murray Hopper w roku 1996 za wkład matematyczny do kryptografii. Jest członkinią kilku akademii naukowych.
W 1990 wygłosiła wykład sekcyjny, a w 2002 wykład plenarny na Międzynarodowym Kongresie Matematyków.